# Санто-Доминго
Са́нто-Доми́нго (исп. Santo Domingo de Guzmán) — столица Доминиканской Республики, её культурный и экономический центр. Город с 1936 по 1961 годы носил название Сьюда́д-Трухи́льо (исп. Ciudad Trujillo).

## Этимология
Город основан младшим братом Христофора Колумба Бартоломео в 1496 году в воскресный день и в честь этого получил название
Санто-Доминго — «Святое Воскресение» (исп. domingo — «воскресный день»). В 1936—1961 годах назывался Сьюдад-Трухильо — «город Трухильо» (исп. ciudad — «город»), в честь тогдашнего правителя Доминиканской Республики Р. Трухильо. После убийства Трухильо в 1961 году городу было возвращено название Санто-Доминго.

## Природные условия
Санто-Доминго находится на юге Доминиканской Республики, в юго-восточной части острова Гаити. Город занимает участок равнинного побережья Карибского моря. Климат влажный, тропический. Среднемесячная температура воздуха колеблется в течение года от +24 до +27 °С градусов. Среднегодовой уровень осадков составляет около 1460 мм. Сезон проливных дождей продолжается с мая по ноябрь, но далеко не каждый год. В этот же период нередки ураганные ветры. В декабре — апреле осадков выпадает довольно мало. Естественная растительность довольно скудна и представлена в основном мелколиственными кустарниками, характерными для зоны саванн.
| Показатель                                      | Янв. | Фев. | Март | Апр. | Май  | Июнь | Июль | Авг. | Сен. | Окт. | Нояб. | Дек. | Год  |
| ----------------------------------------------- | ---- | ---- | ---- | ---- | ---- | ---- | ---- | ---- | ---- | ---- | ----- | ---- | ---- |
| Абсолютный максимум, °C                         | 34,4 | 33,9 | 34,0 | 37,0 | 35,0 | 36,0 | 37,2 | 38,8 | 36,7 | 37,4 | 35,0  | 33,5 | 38,8 |
| Средний суточный максимум, °C                   | 30,0 | 30,0 | 30,4 | 31,0 | 31,3 | 31,6 | 32,3 | 32,5 | 32,3 | 31,9 | 31,3  | 30,5 | 31,3 |
| Средняя температура, °C                         | 24,8 | 24,9 | 25,4 | 26,1 | 26,7 | 27,3 | 27,5 | 27,5 | 27,5 | 27,1 | 26,3  | 25,3 | 26,4 |
| Средний суточный минимум, °C                    | 20,3 | 20,2 | 20,9 | 21,7 | 22,7 | 23,4 | 23,5 | 23,5 | 23,3 | 23,0 | 22,2  | 21,1 | 22,2 |
| Абсолютный минимум, °C                          | 16,0 | 15,4 | 15,6 | 16,5 | 17,4 | 18,6 | 18,2 | 18,0 | 17,0 | 17,0 | 15,6  | 12,7 | 12,7 |
| Норма осадков, мм                               | 72   | 81   | 56   | 86   | 172  | 155  | 153  | 192  | 201  | 192  | 150   | 97   | 1606 |
| Температура воды, °C                            | 26   | 26   | 26   | 26   | 27   | 27   | 28   | 28   | 29   | 29   | 27    | 27   | 27   |
| Источник: Погода и Климат, Туристический портал |      |      |      |      |      |      |      |      |      |      |       |      |      |

## История развития города
Санто-Доминго был основан 5 августа 1498 года младшим братом знаменитого мореплавателя Христофора Колумба, Бартоломео Колумбом, на берегу реки Осама. Первоначально город получил название Новая Изабелла, однако впоследствии был переименован в Санто-Доминго в честь Святого Доминика.
Санто-Доминго является старейшим постоянным населённым пунктом Америки, основанным европейцами. В XVI веке город стал столицей всех испанских колоний Нового Света, здесь размещалась и резиденция испанского короля. Однако после того как испанцы захватили Перу и Мексику, островные колониальные владения, в том числе и Гаити, утратили своё прежнее значение для колонизаторов. К середине XVI века роль Санто-Доминго взяла на себя Гавана на Кубе, что связано с её бухтой, более выгодной как с точки зрения оборонительных возможностей, так и для портовой инфраструктуры. Королевским указом 1510 года запрещалось возведение в городе деревянных зданий. Первоначально застройка велась бессистемно, но впоследствии это упущение было исправлено направлением квалифицированных архитекторов из Испании. В 1520 году епископ Геральдини описывал результаты их деятельности: «великолепен этот столь прославленный город, основанный в доброе время 20 лет назад потому, что его здания высоки и красивы как в Италии, его порт способен вместить все суда Европы, его улицы так широки и прямы, что не пострадают от сравнения с Флоренцией». В начале 1586 года в ходе так называемой Великой экспедиции Фрэнсиса Дрейка был захвачен английскими силами; оккупация продлилась до 31 января. В отместку за убийство парламентария англичане казнили несколько монахов-доминиканцев — Хуана де Сарабиа и Хуана Ильянеса. К площади Дуэрте, где они погибли, примыкает улица Дуарте, которая долго была известна как Калье-де-лос-Мартирес («Улица Мучеников»). В связи с тем, что испанцы не согласились выплатить выкуп в 200 000 дукатов город был предан огню и от полного уничтожения его спасло лишь то, что он был возведён из прочного камня. Захватчики получили 25 000 дукатов выкупа, но в целом были разочарованы своими трофеями, так как столица была известно своими баснословными богатствами. Упадок города к этому моменту объясняют тем, что после «истребления испанцами индейского населения на золотых и серебряных рудниках острова возникла острая нехватка рабочих рук и рудники пришли в запустение». В XVIII веке в порт Санто-Доминго стали привозить из Африки чернокожих рабов, поскольку вновь возникла необходимость в рабочей силе на плантациях острова Гаити.

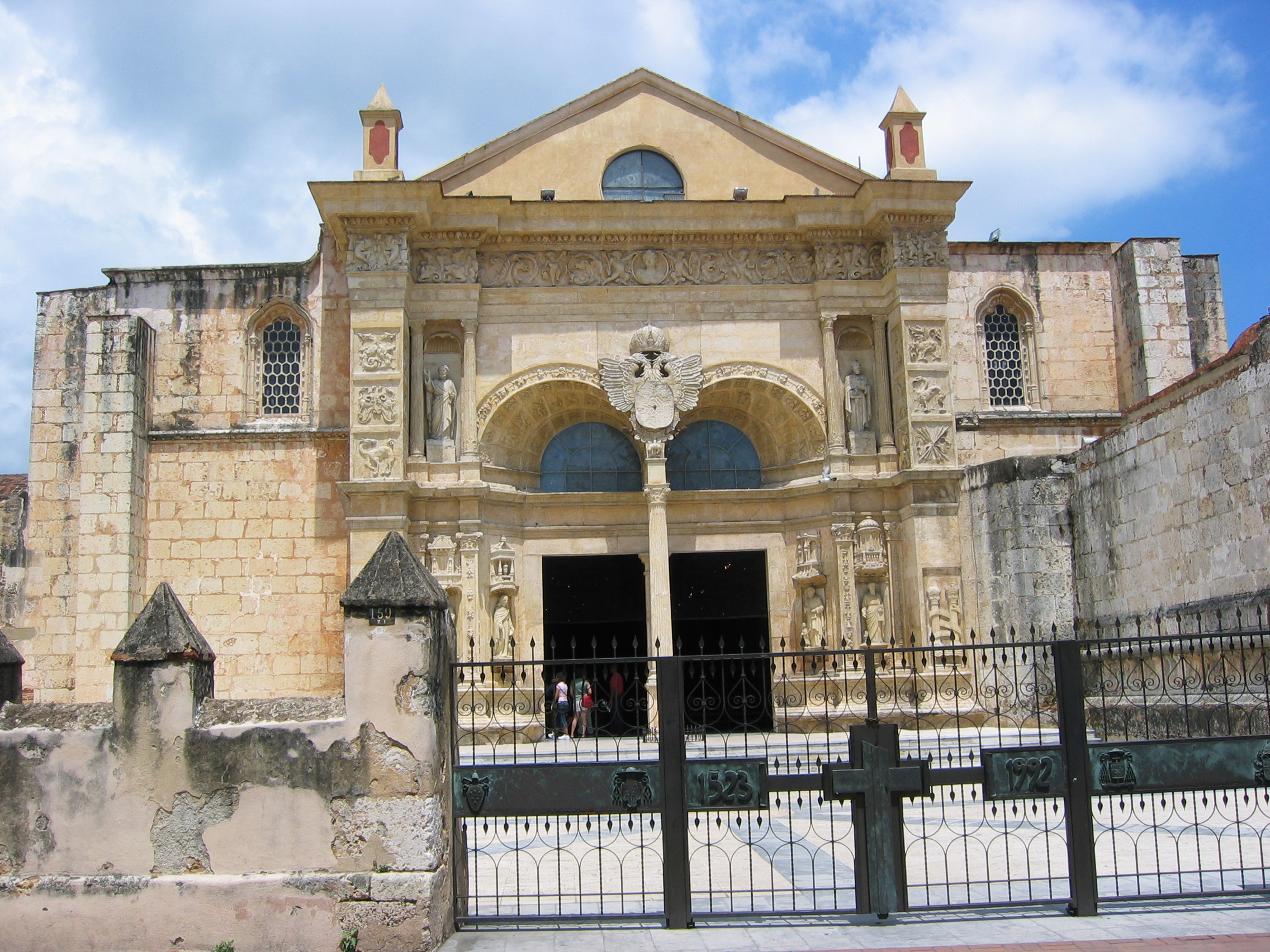
Собор Санта-Мария-ла-Менор.

В 1794 году, после восстания африканских невольников на Гаити, вся территория острова оказалась в руках повстанцев, и испанцам пришлось покинуть Санто-Доминго. По соглашению, подписанному в Базеле в 1795 году, город, как и восточная часть острова перешла во владение Франции.
В 1801 году Санто-Доминго был захвачен вооружёнными отрядами гаитянских революционеров, выступавших за отмену рабства и независимость острова от французов. В 1803 году под натиском восставшего населения, первоначально потерпевшего поражение, но затем продолжившего борьбу, французские колонизаторы были вынуждены покинуть пределы Гаити. После провозглашения независимости острова в 1804 году испанцы всё же оставили за собой право владения его восточной частью и прочно обосновались в Санто-Доминго. 30 ноября 1821 года Хосе Нуньес де Касерес-и-Альбор объявил о независимости колонии от Испании и провозгласил независимое государство Испанского Гаити. Он выразил желание присоединить новосозданное государство к Великой Колумбии. Однако этому плану не было суждено осуществиться, так как через девять недель Испанское Гаити было оккупировано гаитянскими войсками. Этот период продлился 22 года до 1844 года в результате восстания, когда Санто-Доминго приобрёл статус столицы Доминиканской Республики. Однако и после введения в стране республиканского правления в столице и других населённых пунктах Гаити периодически вспыхивали народные восстания, поскольку Испания не прекращала посягательств на территорию страны.
В 1916 году город захватили войска США. Период оккупации продолжался до 1924 года, когда была принята новая Конституция Доминиканской Республики.
В 1936—1961 годах Санто-Доминго носил название Сьюдад-Трухильо в честь президента Доминиканской Республики Р. Трухильо, осуществлявшего диктаторскую власть в стране.
В 1930 году Санто-Доминго подвергся серьёзным разрушениям после сильного урагана, обрушившегося на город и его окрестности. В течение последующих десятилетий архитектурный облик столицы был восстановлен. В 1940—1950 годах экономика города находилась на достаточно высоком уровне, здесь прокладывались новые дороги, крупные финансовые средства вкладывались в строительство промышленных предприятий, а также в развитие системы здравоохранения и народного образования.
В 1950-х годах среди населения Санто-Доминго стало нарастать недовольство диктаторской политикой Р. Трухильо. В 1956, 1959, 1960 годах в городе отмечались массовые вооружённые выступления против представителей правящей верхушки. В 1965 году столицей овладели революционно настроенные войска повстанцев, требовавших введения конституционного порядка в стране и низложения власти реакционной хунты, заручившейся поддержкой войск США, расположившихся на территории Санто-Доминго. К концу 1960-х в результате урегулирования политической ситуации в стране, промышленность столицы начала развиваться более эффективно, но вследствие инфляции и безработицы, уровень жизни населения остался ещё довольно низким. В середине 1980-х в Санто-Доминго отмечались массовые общественные беспорядки, вызванные протестом местных жителей против неудержимого роста цен и экономической политики коррумпированных властей. В 1990-х центральным правительством была предложена программа по борьбе с коррупцией и преодолению экономического кризиса, реализация которой имела большое значение и для хозяйственной жизни Санто-Доминго.

## Население, язык, вероисповедание
Численность населения Санто-Доминго составляет более 5 000 000 человек и около 3 000 000 неучтённых жителей, проживающих в баррио, большинство из которых являются беженцами из Гаити. Более 70 % жителей города — мулаты, около 20 % — чернокожие, остальные — европейцы. Европейское происхождение имеет, как правило, большая часть представителей высших слоёв общества. Государственным языком является испанский. Среди верующего населения столицы преобладают католики (свыше 95 %).

## Транспорт
27 февраля 2008 года в Санто-Доминго было проведено официальное открытие первой линии городского метрополитена. Метро состоит из двух линий, одна из которых начинается на пересечении проспекта Уинстона Черчилля и проспекта Независимости и заканчивается на проспекте Сестёр Мирабаль. Проезд стоит 30 песо.

## Культурное значение
Архитектурные сооружения в Санто-Доминго сочетают в себе элементы готического, арабского и романского стилей, а также ренессанса. В колониальную эпоху в городе были возведены часовня Росарио 1496 год); крепость Озама (первая в Западном полушарии, 1507 год); башня Торе-дель-Оменахе (1507 год); дворец Каса-дель-Альмиранте (1514 год); замок Алькасар, построенный в 1514 году сыном Христофора Колумба, Диего; дворец Каса-де-Энгомбе (1535 год); католический собор Санта-Мария-ла-Менор (1520 год), в котором до 1922 года размещалась гробница Христофора Колумба; а также церкви Сан-Николос и Сан-Франциско (XVI век). С XVI века Санто-Доминго застраивался в соответствии с регулярным планом. Городские стены в Санто-Доминго возводились более полутора столетий — с 1543 по 1702 год. К архитектурным достопримечательностям столицы относятся также монастыри и госпитали, представляющие собой небольшие каменные здания. На территории города сохранились остатки укреплений испанских завоевателей. С 1990 года колониальный город Санто-Доминго находится под защитой ЮНЕСКО.

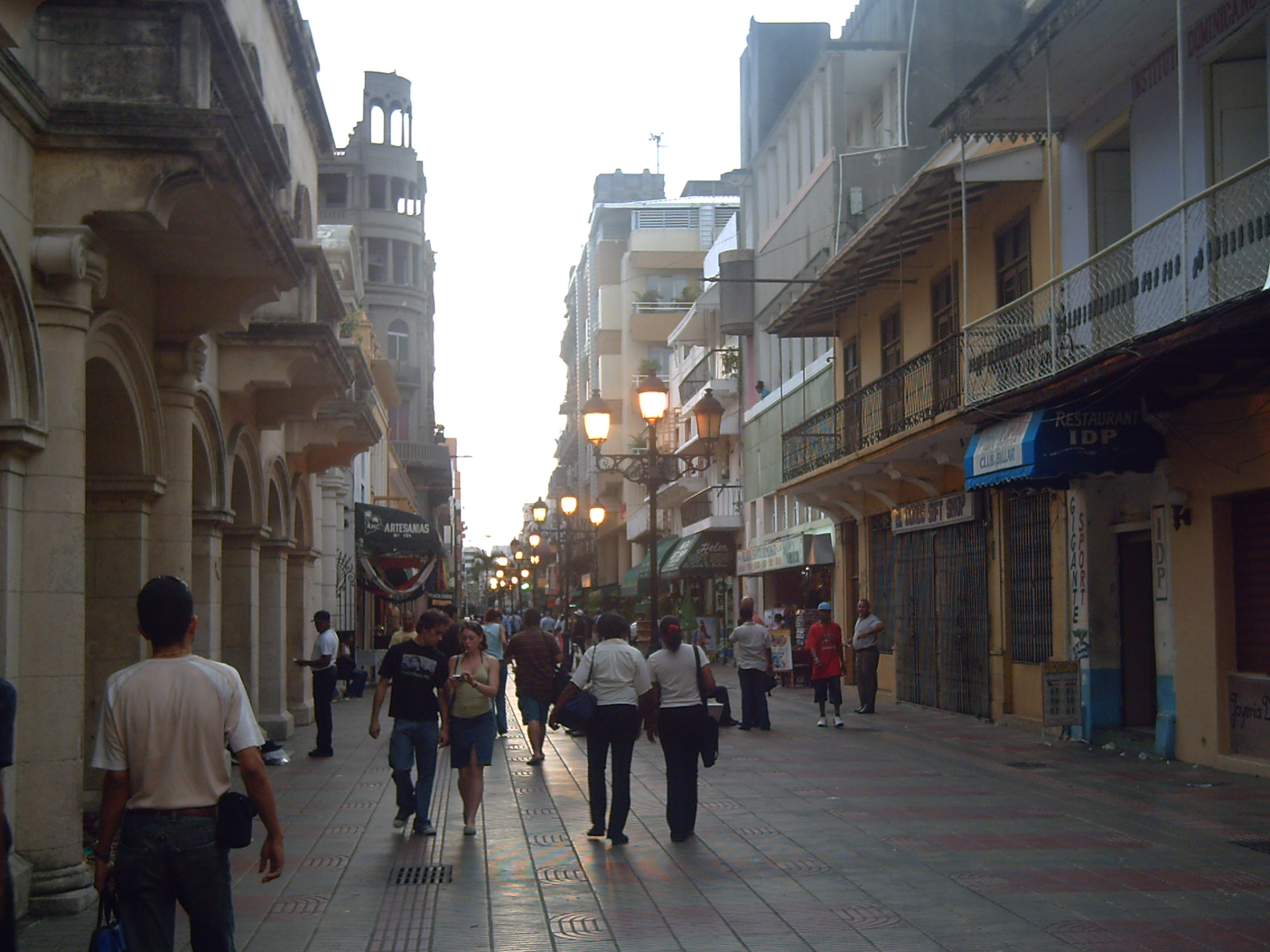
Исторический центр города

В 1913 году в Санто-Доминго было построено здание театра, а в 1943 году сооружена большая гостиница «Ярагуа».

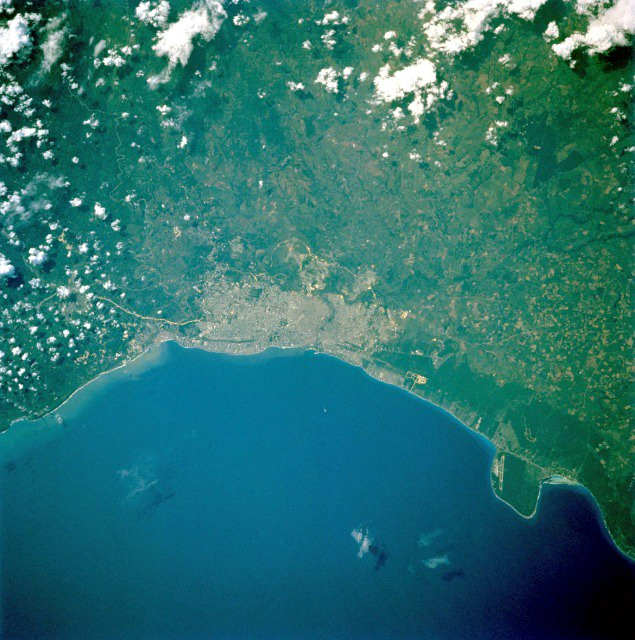
Снимок города со спутника.

Современные жилые и офисные здания, построенные после разрушительного урагана 1930 года, состоят, как правило, из железобетонных блоков. В 1992 году в городе был сооружён маяк Колумба (он расположен на месте старинного маяка, который был построен ещё в 1496 году). В этом же году здесь разместили гробницу с прахом Христофора Колумба, перенесённую из собора Санта-Мария-ла-Менор.
Санто-Доминго — первый университетский город в Западном полушарии. В столице находится старейший в Америке университет Санто-Доминго, открытый в 1538 году на базе духовной семинарии. Обучение в нём студентов начались в 1558 году по указанию короля Испании Филиппа II. Сначала университет был назван в честь Фомы Аквинского и находился на попечении доминиканского монастыря. В университете предполагалось открыть четыре факультета — медицинский, юридический, философский и теологический. Сюда начали приезжать даже иностранные студенты: из Панамы, Кубы, Мексики, Венесуэлы и других стран. В настоящее время при университете построен студенческий городок. Исторический центр города внесён в список мирового наследия ЮНЕСКО.

### Музеи
В Санто-Доминго расположены также Академия истории, Национальная школа изящных искусств, Национальная консерватория.
Крупнейшие музейные учреждения города:
- Маяк Колумба
- Музей естественной истории
- Музей современного искусства
- Национальный музей истории и географии
- Музей доминиканцев
- Национальная галерея изящных искусств
- Музей королевских домов

## Известные личности
- Санчес, Франсиско дель Росарио (1817—1861) — национальный герой Доминиканской республики. Один из трёх основателей республики.

## Города-побратимы
- Мадрид, Испания (1982)[12]
- Майами, США
- Сан-Хуан, Пуэрто-Рико (2017)[13]